# درازشمشیر

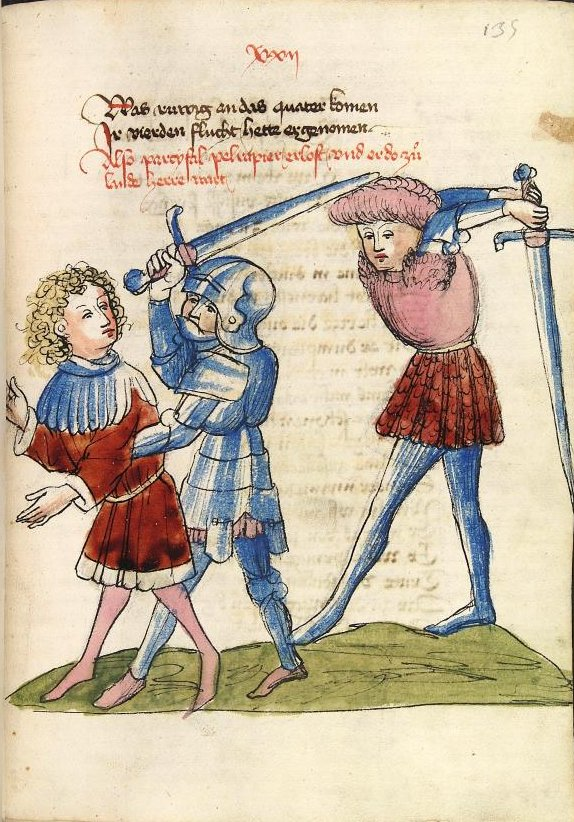
نمونه‌ای از حمل دو دستی و تک دستی

شمشیر بلند یا دراز شمشیر (به انگلیسی: Long Sword) نوعی جنگ‌افزار اروپایی متعلق به قرون وسطی است. بخاطر اندازهٔ بلند و وزن نسبتاً زیاد با دو دست حمل می‌شود ولی بعضی افراد آنرا با یک دست حمل می‌کردند.